# Espagne au Concours Eurovision de la chanson 1986
L'Espagne a participé au Concours Eurovision de la chanson 1986 le 3 mai à Bergen, en Norvège. C'est la 26e participation espagnole au Concours Eurovision de la chanson.
Le pays est représenté par le groupe Cadillac (en) et la chanson Valentino, sélectionnés en interne par la TVE.

## Sélection interne
Le radiodiffuseur espagnol, Televisión Española (TVE), choisit en interne l'artiste et la chanson représentant l'Espagne au Concours Eurovision de la chanson 1986.
| Artiste       | Chanson   | Langue   | Traduction |
| ------------- | --------- | -------- | ---------- |
| Cadillac (en) | Valentino | Espagnol | –          |

Lors de cette sélection, c'est la chanson Valentino, interprétée par Cadillac (en), qui fut choisie. Le chef d'orchestre sélectionné pour l'Espagne à l'Eurovision 1986 est Eduardo Leiva.

## À l'Eurovision

### Points attribués par l'Espagne
| 12 points | Irlande     |
| 10 points | Belgique    |
| 8 points  | Portugal    |
| 7 points  | Suède       |
| 6 points  | Islande     |
| 5 points  | Danemark    |
| 4 points  | Suisse      |
| 3 points  | Yougoslavie |
| 2 points  | Royaume-Uni |
| 1 point   | Pays-Bas    |

### Points attribués à l'Espagne
| 12 points | 10 points     | 8 points                         | 7 points                | 6 points                          |
| --------- | ------------- | -------------------------------- | ----------------------- | --------------------------------- |
|           |               | - Turquie                        | - Autriche - Luxembourg | - France                          |
| 5 points  | 4 points      | 3 points                         | 2 points                | 1 point                           |
| - Irlande | - Yougoslavie | - Belgique - Danemark - Portugal | - Islande               | - Finlande - Royaume-Uni - Suisse |

Cadillac interprète Valentino en 9e position lors de la soirée du concours, suivant la Turquie et précédant la Suisse.
Au terme du vote final, l'Espagne termine 10e sur 20 pays participants, ayant reçu 51 points au total,.